# LGT 은행

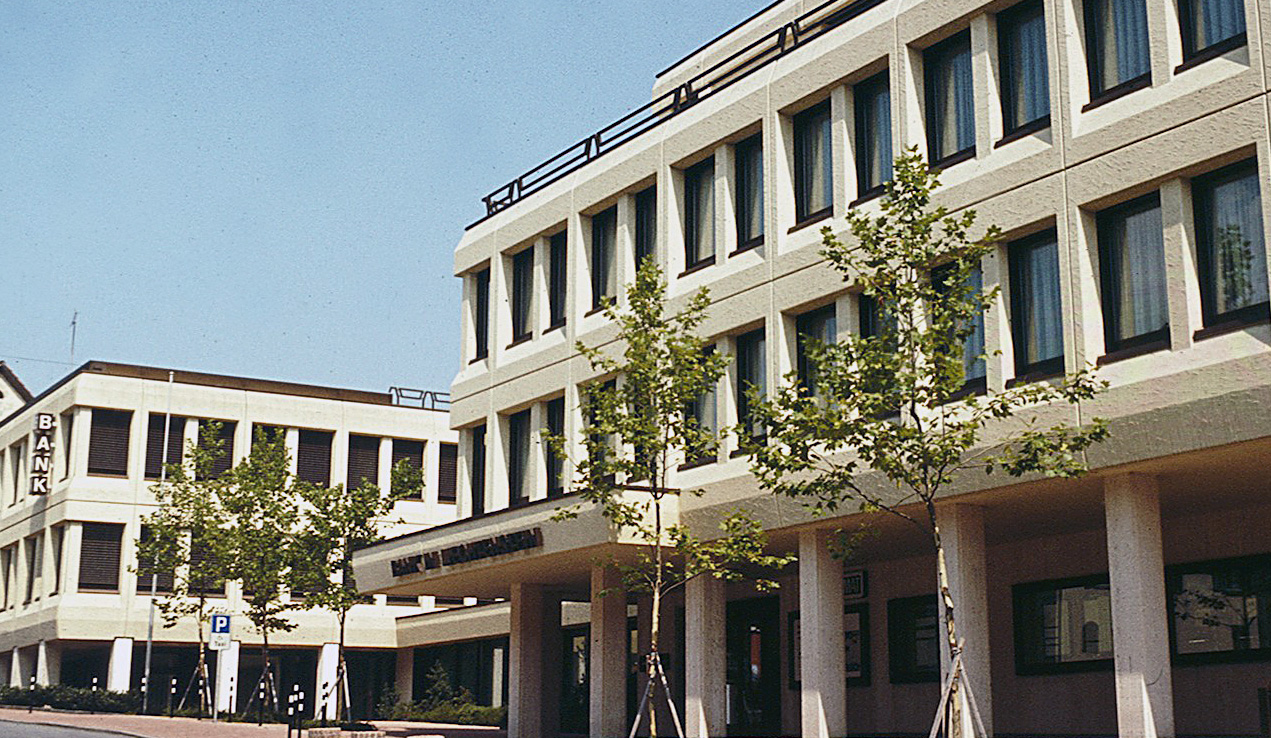
리히텐슈타인 파두츠에 위치한 LGT 은행 본사

LGT 은행(Liechtenstein Global Trust)은 리히텐슈타인에 본사를 두고 있는 프라이빗 뱅킹 그룹이다.

## 신용등급
스탠다드 & 푸어스 및 무디스로부터 받은 신용등급은 AA- / Aa3이다.

## 영업 점포

### 유럽
- 독일: 베를린, 쾰른, 프랑크푸르트, 함부르크, 만하임, 뮌헨, 슈투트가르트
- 리히텐슈타인
- 룩셈부르크: 룩셈부르크 시
- 오스트리아: 빈
- 스위스: 바젤, 베른, 취리히, 로잔, 루가노, 제네바, 페피콘
- 아일랜드섬

### 유럽 외
- 바레인, 케이맨 제도, 홍콩, 일본, 말레이시아, 싱가포르, 우루과이, 미국